# Marcel Griaule
Marcel Griaule (Aisy-sur-Armançon, 16 maggio 1898 – Parigi, 23 febbraio 1956) è stato un etnologo francese.
Fu titolare della prima cattedra di etnologia alla Sorbona. Allievo di Marcel Mauss, passò all'etnologia dopo avere studiato matematica.

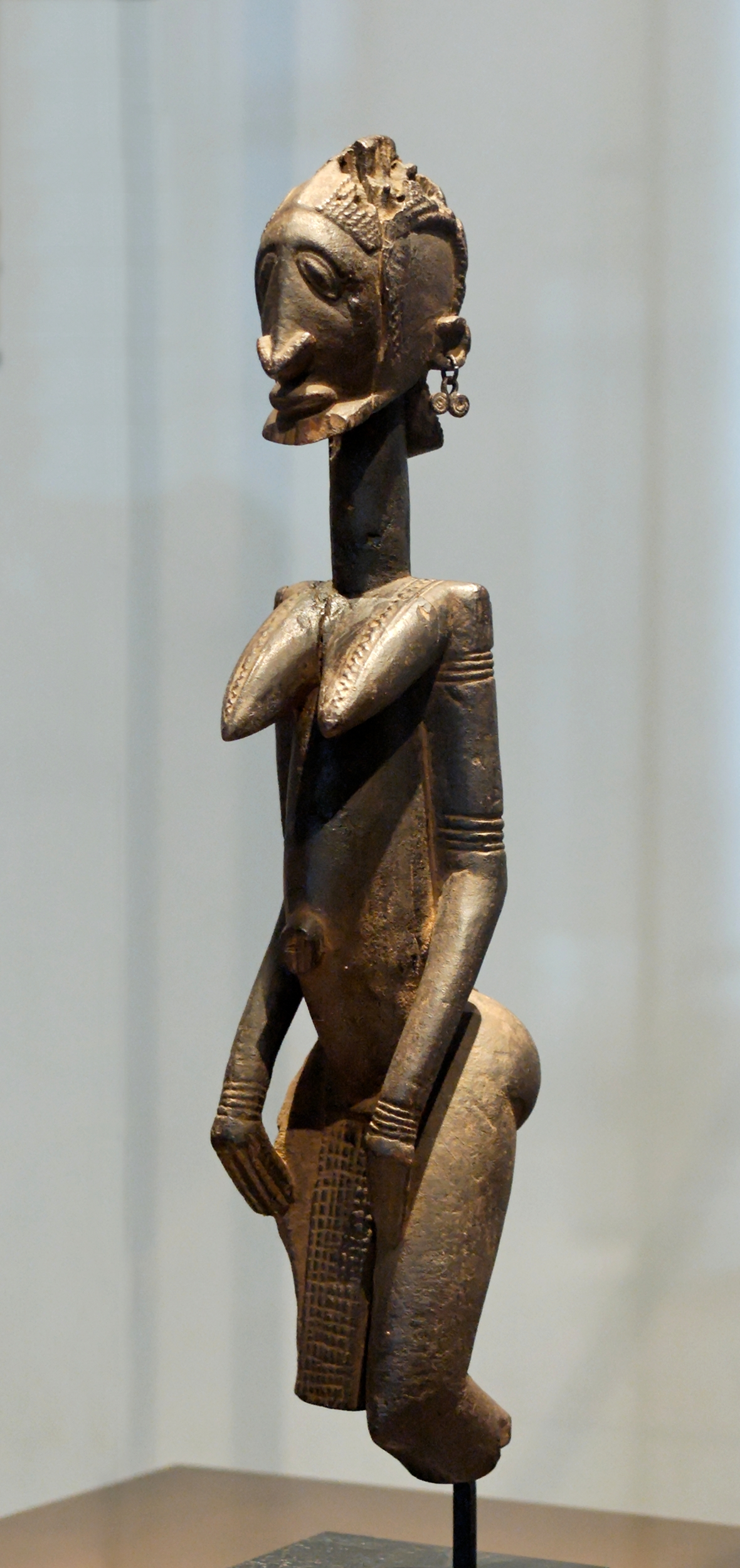
Dogon (Louvre)

In diverse spedizioni in Africa fra il 1931 e il 1946, tra cui la famosa "Missione Dakar-Gibuti", ebbe modo di studiare e trascrivere la complessa cosmogonia del popolo dei Dogon. Questa missione fu descritta da Michel Leiris nel suo libro Africa Fantasma.
Nel 1938 pubblica Maschere Dogon, in cui analizza i rituali e le simbologie dei Dogon. Secondo Griaule, le simbologie, i miti, i rituali, e i sacrifici dei Dogon, sono realtà interconnesse in un sistema di pensiero coerente e autonomo, che forma una vera e propria cosmologia. Uno dei libri di antropologia più letti è Il dio d'Acqua pubblicato per la prima volta nel 1948. Si tratta di un resoconto della cosmogonia Dogon presentata con lo stile di intervista fatta a un anziano cacciatore cieco, di nome Ogotemmeli. Questo libro contiene il pensiero Dogon, che per Griaule va collocato sulla corrente del pensiero filosofico degli antichi. Con questo libro, Griaule vuole dimostrare come un popolo africano può possedere una cosmologia organizzata che evidenzia il rapporto tra sistema mitico e vita sociale. Questa cosmologia è il punto di partenza per capire la vita sociale, economica, rituale e sessuale dei Dogon. Questa vita, nella sua quotidianità, non è altro se non la rifunzionalizzazione operata dall'uomo in quanto attore sociale, del mito inteso come punto di riferimento ideale.
Questo libro suscitò numerosi interrogativi tra gli antropologi. Era lecito ricostruire la cosmologia dei Dogon intervistando solo Ogotemmeli? Chi è Ogotemmeli? Un vecchio saggio che parla del suo modo di interpretare la vita dei Dogon, oppure un portaparola degli anziani Dogon? La cultura Dogon era fondata solo sul mito, oppure era opportuno prendere in considerazione anche la storia?
Nel lavoro "Il metodo dell'etnografia", pubblicato postumo nel 1957 e scritto sulla base delle sue lezioni tenute alla Sorbona, emerse come il lavoro antropologico era da lui considerato "un'operazione strategica", in quanto, nella tortuosità delle inchieste, era necessario scegliere gli informatori e mediare le loro dichiarazioni.
Dopo la sua morte, le ricerche sui Dogon proseguirono per opera di altri, tra i quali la figlia Genéviève Calame-Griaule, affrontando la questione dei "sistemi cosmologici".
Altri libri sono Torce d'uomini e I riti arcaici dell'Etiopia cristiana.

## Opere
- Silhouettes et graffiti abyssins, prefazione di Marcel Mauss (1933)
- Les flambeurs d'hommes (1934), tr. Giuseppe Maria Lo Duca, Torce d'uomini in Etiopia, Milano: Agnelli, 1935; Como: Red, 1999 ISBN 887031927X
- Jeux et divertissements abyssins (1935)
- Masques dogons (1938)
- Jeux dogons (1938)
- Les Sao légendaires (1943)
- Arts de l'Afrique noire (1947)
- Dieu d'eau (1948), tr. Giorgio Agamben, Dio d'acqua: incontri con Ogotemmeli, Milano: Bompiani, 1968; Milano: Garzanti, 1972; Como: Red, 1996; a cura di Barbara Fiore, Torino: Bollati Boringhieri, 2002 ISBN 8833914186
- Les grands explorateurs (1948), tr. Giacomo Falco, I grandi esploratori, Milano: Garzanti, 1956
- Méthode de l'ethnographie (1957)
- Renard pâle, ethnologie des Dogons (1965-1991) (in collaborazione con Germaine Dieterlen)
- Descente du troisième verbe (1996)